# Richard-Stanislas Cooke
Richard-Stanislas Cooke (né à Trois-Rivières au Québec le 23 janvier 1850) est un avocat et un homme politique québécois. Il fut admis au barreau de la province de Québec le 14 juillet 1874.
Il est échevin de la ville de Trois-Rivières de 1880 à 1886, puis en 1888 et 1889. Maire du 20 janvier 1896 au 17 janvier 1898. Élu député libéral dans Trois-Rivières en 1900 pour un seul mandat. Nommé juge à la Cour supérieure du district de Trois-Riviès le 16 novembre 1904. Il décéda à Trois-Rivières, le 10 juillet 1924.
Il était beau-frère de Nérée Le Noblet Duplessis et de William-Pierre Grant, et oncle de Maurice Le Noblet Duplessis.